# Homoneura ocula
Homoneura ocula är en tvåvingeart som beskrevs av Miller 1977. Homoneura ocula ingår i släktet Homoneura och familjen lövflugor. Inga underarter finns listade i Catalogue of Life.